# Tocantinópolis
Tocantinópolis é um município brasileiro do estado do Tocantins, situado às margens do rio que nomeia o estado (Rio Tocantins). Até o ano de 1943 era chamada Boa Vista do Padre João, ou ainda, Boa Vista do Tocantins.

## História
Tocantinópolis foi elevado à cidade pela lei provincial nº 2 de 28 de julho de 1858. Até 1988, Tocantinópolis pertenceu à região do antigo extremo norte de Goiás. Na época, localizava-se há 1.290 km da então capital, Goiânia. Segundo o historiador Raylinn Barros da Silva, a cidade era considerada um das principais cidades de Goiás nas primeiras décadas do século XX. Antes de se chamar Tocantinópolis, era denominada de Boa Vista do Padre João, em virtude do poder político e religioso de um padre católico que na região viveu da metade do século XIX à metade do XX: João de Sousa Lima.
A memorialista Aldenora Correia, deixou registrado em suas memórias que em 1818, bandeirantes partiram da região de Pastos Bons no Maranhão margeando o Rio Tocantins. Segundo Correia, em 1825 os primeiros habitantes se estabelecem nas margens do Tocantins. O historiador Raylinn Barros da Silva, ao citar outro historiador, Luis Palacín, afirma que em 1834 a vila foi criada, anos depois, instalada a comarca. Em 1852 foi criado o distrito de Boa Vista do Tocantins. Em 1858 Boa Vista do Tocantins foi elevada à categoria de cidade.
A cidade de Boa Vista antes de ser transformada em Tocantinópolis, vivenciou três revoluções políticas e armadas em sua história. Segundo o historiador Luis Palacín, as revoluções de Boa Vista foram: A primeira, entre 1891 e 1892. A segunda em 1908, e a terceira se deu no ano de 1936. Em 1943 Boa Vista do Tocantins teve seu nome alterado para Tocantinópolis.

## Geografia
Localiza-se a uma latitude 06º19'46" sul e a uma longitude 47º24'59" oeste, estando a uma altitude de 134 metros. Sua população estimada em 30.608 habitantes, Dados IBGE 2010. É o 9ª Município do Estado do Tocantins e 2ª da Microrregião Bico do Papagaio em População.

### Sub Divisão
Principais Bairros: Setor Central, Alto Bonito, Setor Planalto, Setor Aeroporto, Setor Dergo, Vila Maltide, Ceu Azul, Vila Antonio Pereira, Vila Valdenor, Alto da Boa Vista I, Alto da Boa Vista II, Alto da Boa Vista III, Cidade Alta, Beira Rio, Vila Pe.Cesare Lelli, Setor Cachoeirinha, Vila Santa Terezinha e Setor Rodoviário.

## Economia
No que se refere à economia local, dados estatísticos demonstram que apesar dos significativos avanços ocorridos ao longo da última década, o município de Tocantinópolis, apresenta um quadro econômico de características deficitárias. A economia compõe-se basicamente dos seguintes setores: funcionários públicos, comércio varejista, prestadores de serviços, atividades agropecuárias, pequenas indústrias, e também pelo mercado informal. O funcionalismo público nas três esferas: federal, estadual e municipal, se constitui numa das maiores fontes de renda do município, uma vez que, a folha de pagamento desses servidores proporciona a maior circulação de dinheiro na cidade. Os funcionários da rede estadual estão distribuídos em várias secretarias e departamentos entre os quais: Secretaria da Educação, Secretaria da Fazenda, Dertins, Naturatins, Ipetins, Saneatins, Secretaria da Segurança, Ciretan, Policia Militar e Tribunal de Contas. A maior parte desses servidores estão lotados na área educacional, que conta com 387 professores de 1º e 2º graus, 59 servidores administrativos, sendo que a outra parte compõe os demais órgãos do estado. A esfera municipal emprega aproximadamente 850 servidores, Os dados relativos à remuneração não foram citados, por não se acharem disponíveis nos referidos órgãos.
Outro setor bastante relevante para economia de Tocantinópolis, é o comercial. Cabe ressaltar porém, que diante da indisponibilidade de dados concretos por parte da Associação Comercial e Industrial (ACITO), que reflitam com fidelidade o montante financeiro das transações comerciais, nos limitaremos apenas a relacionar quantitativamente os principais estabelecimentos comerciais existentes na cidade.
O setor comercial e de prestação de serviços absorvem grande parte de mão-de-obra local. As atividades agropecuárias são desenvolvidas de forma rudimentar e estritamente em caráter de subsistência. Na pecuária pode-se destacar a predominância de criação de bovinos e suínos, para produção de leite e carne e apenas para o consumo da população local. A agricultura é voltada para a produção de arroz, milho, feijão e mandioca. O setor carece de incentivos financeiros e tecnológicos, para melhorar sua produtividade.
A área industrial também é pouco desenvolvida e conta com apenas 7 estabelecimentos industriais, sendo: 2 cerâmicas, 4 usinas de beneficiamento de grãos, e a Tobasa que é a maior e mais importante indústria situada na região. A Tobasa surgiu a partir de um projeto desenvolvido como propósito de aproveitar a riqueza abundante de matéria-prima existente na localidade que é o babaçu. Transformou-se inicialmente numa expectativa de crescimento econômico para o município. No auge de seu funcionamento, a antiga Tobasa, hoje Bioindustrial de Babaçu S/A, chegou a empregar quase 1000 pessoas.

## Educação
A cidade abriga um campus da Universidade Federal do Norte do Tocantins - UFNT que oferece os cursos de Pedagogia, Ciências Sociais, Educação do Campo com Licenciatura em Arte e Música, Educação Física e Direito.
3 Colégios estaduais:
- CEM-Darcy Marinho
- Colégio Dom Orione
- Colégio Professor José Carneiro de Brito

4 Escolas Estaduais:
- XV de Novembro
- Escola Pio XII
- Escola Pe. Giuliano Moretti
- Escola Estadual Aldenora Alves Correa

2 Creches Municipais:
- Creche Maria de Lourdes
- Creche Gercina Borges Texeira

4 Pré Escolas Municipais:
- Pré Escola Santa Terezinha
- Pré Escolar Avó Virgilina
- Pré Escolar Mãe Eduvirgens
- Pré Escolar Vovó Balbina

4 Escolas Municipais do ensino fundamental 1ª fase:
- Escola Municipal Alto da Boa Vista II
- Escola Municipal Walfredo Campos Maia
- Escola Municipal Professor Antonio Farias

6 Escolas Rurais (Escola da Terra):
- Escola Municipal Antonio Fernandes dos Santos
- Escola Municipal Alvino Nunes da Silva
- Escola Municipal São Sebastião
- Escola Municipal Novo Aeroporto
- Escola Municipal Rawlison Aguiar Silva
- Escola Municipal Manoel de Sousa Lima
- Escola Municipal 7 de Setembro

## Guia Comercial e Serviços
Rede Bancaria:
- Banco do Brasil (End.: Pç Dep. Darcy Marinho 16 - Setor Central) Fone:(0xx)63 3471-1120
- Caixa Econômica Federal (End.: Pç Duque de Caxias 16 - Setor Aeroporto) Fone:(0xx)63 4009-8500
- Banco da Amazônia (End.: Rua 21 Abril Q, 24 - Setor Central) Fone:(0xx)63 3471-2114
- Bradesco (Praça Darcy Marinho, 78 -  Setor Central) Fone (0xx) 63 3471-1041

Supermercados:
- Supermercado Baratão (End.: Rua Amazonas 1055 - Alto da Boa Vista II)
- Supermercado Netão (End.:Rua Professor Virgílio 544 - Setor Central)
- Supermercado Marisilva (End.:R 15 de Novembro 485 - Setor Central)

Postos de Combustível:
- Auto Posto Esperança (End.:Av. Ns. de Fatima, 1242 - Setor Central)
- Posto Darcy Marinho (End.:Praça. Dep. Darcy Marinho, 12 - Setor Central)
- Posto Avenida (End.:R Alagoas, Esq.com AV.Nossa Senhora de Fatima - Setor Central)
- Liquigas (End.:Av Cruzeiro do Sul, LADO CB - Setor Aerporto)
- Distribuidora de Gás São Francisco (End.:R Prof.virgilio - Setor Central)

Hospitais e Postos de Saúde:
- Centro de Saúde Municipal de Tocantinópolis (End.: R. Maranhão, 497 - Setor Central)
- Citomed (End.:R. Xv de Novembro 809 - Setor Aeroporto)
- CLÍNICA SÃO MARCOS - Atende Consultas Médicas e Serviços Odontológicos( Rua Maranhão 464 - Centro, Fone :(63) 3471-3818)

## Turismo
Principais Pontos Turísticos
- Rio Tocantins;
- Praia da Santa;
- Praia do Cais;
- Praia do Nilson (antiga Praia do Fernando);
- Praia da Ilha de Ipepacônia;
- Balneários do Ribeirão Grande (Pedro Bento, Pedro Isaías, Cai N'água, Helaide, Santanna, entre outros)

## Diocese de Tocantinópolis
A Diocese de Tocantinópolis (Dioecesis Tocantinopolitanus), é uma circunscrição eclesiástica da Igreja Católica Apostólica Romana, criada no dia 14 de novembro de 1980. É presidida pelo Bispo Dom Giovane Pereira de Melo, cuja padroeira é Nossa Senhora da Consolação, o festejo realizado em honra a padroeira, acontece entre 06 a 15 de agosto, na Catedral Nossa Senhora da Consolação.
O território da diocese pertenceu à Diocese de Goiás desde 6 de dezembro de 1745 até a criação da Diocese de Porto Nacional, aos 20 de dezembro de 1915. Dom Alano de Noday, dominicano francês, segundo Bispo, buscou logo dividir a sua imensa diocese. Assim, foi criada a nova Prelazia de Tocantinópolis aos 20 de dezembro de 1954 pela Bula Ceu Pastor e nomeado Monsenhor Quinto Tonini como administrador apostólico.
Tonini e os padres da Congregação da Pequena Obra da Divina Providência, chamados também de missionários orionitas, pertencentes à congregação fundada por Luís Orione foram, segundo o historiador Raylinn Barros da Silva, os religiosos que contribuíram decisivamente para o estabelecimento do catolicismo na região da futura diocese.
A eleição de Dom Cornélio Chizzini deu à nova prelazia o seu primeiro Bispo que a governou até a morte em 1981.
Durante seu governo episcopal, a prelazia recebeu parte do território da Prelazia de Cristalândia, quando foi criada a Paróquia de Arapoema. A prelazia foi elevada à diocese aos 14 de novembro de 1980, pela Bula Conferentia Episcopalis Brasiliensis.
A diocese também tem atendido, por mútuo acordo entre seus Bispos, feito no episcopado de Dom Aloísio Hilário de Pinho, as comunidades de Bernardo Sayão, no território diocesano de Miracema do Tocantins e a Paróquia de São Sebastião de Couto Magalhães que, além do município sede engloba o município de Juarina, ambos em território da Prelazia de Cristalândia.

## Igrejas Protestantes
- Igreja Pentecostal Vitória de Cristo
- Assembleia de Deus Nação Madureira
- Igreja Assembleia de Deus CIADSETA
- Igreja Universal do Reino de Deus
- Igreja do Evangelho Quadrangular - Igreja em Células
- Igreja de Cristo - Ministério Apostólico Nova Terra - Igreja em Células
- Igreja Batista Nova Terra - Igreja em Células
- Igreja Mundial do Poder de Deus
- Igreja Pentecostal do Evangelho Pleno
- Assembleia de Deus COMADESMA
- Igreja Batista do Caminho - Igreja em Células
- Igreja Ev. Assembleia de Deus de Anápolis
- 1ª Igreja Batista

## Algumas fotos
| Praia da Santa | Ceorta | Rio Tocantins |
| -------------- | ------ | ------------- |
|                |        |               |

## Esportes
A cidade de Tocantinópolis também dá nome ao seu time de futebol, o Tocantinópolis Esporte Clube (TEC), fundado em 14 de março de 1993.
Campeão Tocantinense por 5 vezes Profissional (1993, 2002, 2015, 2021 e 2022) e amador (1990).